# Ksawery Branicki
Pour les articles homonymes, voir Branicki.
Ksawery Branicki ou Xavier, né à Paris le 19 avril 1864 et mort le 18 juin 1926 au château de Montrésor, était un curateur et naturaliste d'origine polonaise.
Naturaliste, il reprit la curation du musée fondé par son père qui est aujourd'hui le musée géologique national de Varsovie.

## Articles externes
- Notices d'autorité :   - VIAF
  - Pologne
  - NUKAT